# Ганс Гайсслер
Ганс Гайсслер (нім. Hans Geissler; 1 жовтня 1916, Рюдесгайм-ам-Райн — ?) — німецький офіцер-підводник, капітан-лейтенант крігсмаріне.

## Біографія
5 квітня 1935 року вступив на флот. З 24 січня 1942 по 19 травня 1943 року — командир підводного човна U-440, на якому зробив 4 походи (разом 137 днів у морі).

## Звання
- Кандидат в офіцери (5 квітня 1935)
- Морський кадет (25 вересня 1935)
- Фенріх-цур-зее (1 липня 1936)
- Оберфенріх-цур-зее (1 січня 1938)
- Лейтенант-цур-зее (1 квітня 1938)
- Оберлейтенант-цур-зее (1 жовтня 1939)
- Капітан-лейтенант (1 вересня 1942)

## Нагороди
- Медаль «За вислугу років у Вермахті» 4-го класу (4 роки)